# Amarti è il mio destino
Amarti è il mio destino è un film del 1957 diretto da Ferdinando Baldi.

## Produzione
Il film è ascrivibile al filone dei melodrammi sentimentali, comunemente detto strappalacrime, molto in voga tra il pubblico italiano negli anni cinquanta sebbene all'epoca entrato nella sua fase calante.